# Halowe Mistrzostwa Europy w Lekkoatletyce 2019 – bieg na 400 m mężczyzn
Bieg na 400 metrów mężczyzn – jedna z konkurencji biegowych rozgrywanych podczas halowych lekkoatletycznych mistrzostw Europy w hali Emirates Arena w Glasgow.

## Terminarz
| Data    | Godzina |            |
| ------- | ------- | ---------- |
| 1 marca | 10:20   | Eliminacje |
| 1 marca | 21:00   | Półfinały  |
| 2 marca | 20:22   | Finał      |

## Statystyka

### Rekordy
Tabela prezentuje halowy rekord świata, rekord Europy w hali, rekord halowych mistrzostw Europy, a także najlepsze osiągnięcia w hali w Europie i na świecie w sezonie 2019 przed rozpoczęciem mistrzostw.
|                                               | Zawodnik          | Wynik | Miejsce         | Data                  |
| --------------------------------------------- | ----------------- | ----- | --------------- | --------------------- |
| Rekord świata                                 | Michael Norman    | 44,52 | College Station | 10 marca 2018(dts)    |
| Rekord świata                                 | Kerron Clement    | 44,57 | Fayetteville    | 12 marca 2005(dts)    |
| Rekord Europy                                 | Thomas Schönlebe  | 45,05 | Sindelfingen    | 5 lutego 1988(dts)    |
| Rekord mistrzostw Europy                      | Pavel Maslák      | 45,33 | Praga           | 7 marca 2015(dts)     |
| Najlepszy wynik na świecie w 2019 roku (hala) | Kahman Montgomery | 45,04 | Birmingham      | 23 lutego 2019(dts)   |
| Najlepszy wynik w Europie w 2019 roku (hala)  | Karsten Warholm   | 45,56 | Ulsteinvik      | 25 stycznia 2019(dts) |

### Najlepsze wyniki w Europie
Poniższa tabela przedstawia 10 najlepszych rezultatów na Starym Kontynencie w sezonie 2019 przed rozpoczęciem mistrzostw.

W zestawieniu nie ujęto rosyjskich lekkoatletów zawieszonych z powodu afery dopingowej.
| Pozycja | Zawodnik            | Reprezentacja   | Wynik | Data                | Miejsce      |
| ------- | ------------------- | --------------- | ----- | ------------------- | ------------ |
| 1.      | Karsten Warholm     | Norwegia        | 45,56 | 25 stycznia(dts) br | Ulsteinvik   |
| 2.      | Benjamin Lobo Vedel | Dania           | 46,11 | 23 lutego(dts) br   | Fayetteville |
| 3.      | Luka Janežič        | Słowenia        | 46,13 | 26 stycznia(dts) br | Wiedeń       |
| 4.      | Pavel Maslák        | Czechy          | 46,19 | 6 lutego(dts) br    | Toruń        |
| 5.      | Jan Tesař           | Czechy          | 46,26 | 2 lutego(dts) br    | Praga        |
| 5.      | Cameron Chalmers    | Wielka Brytania | 46,26 | 10 lutego(dts) br   | Birmingham   |
| 7.      | Owen Smith          | Wielka Brytania | 46,37 | 10 lutego(dts) br   | Birmingham   |
| 7.      | Óscar Husillos      | Hiszpania       | 46,37 | 16 lutego(dts) br   | Antequera    |
| 9.      | Michele Tricca      | Włochy          | 46,59 | 26 stycznia(dts) br | Magglingen   |
| 10.     | Lucas Búa           | Hiszpania       | 46,62 | 16 lutego(dts) br   | Antequera    |

Pogrubioną czcionką oznaczono zawodników, którzy wystartowali na mistrzostwach.

## Rezultaty

### Eliminacje
Rozegrano 4 biegi eliminacyjne, do których przystąpiło 22 biegaczy. Awans do półfinału dawało zajęcie jednego z pierwszych dwóch miejsc w swoim biegu (Q). Skład półfinałów uzupełniło czterech zawodników z najlepszymi czasami wśród przegranych (q).
Opracowano na podstawie materiału źródłowego.
| Poz. | Bieg | Tor | Zawodnik            | Reprezentacja   | Czas    | Uwagi |
| ---- | ---- | --- | ------------------- | --------------- | ------- | ----- |
| 1.   | 1    | 5   | Luka Janežič        | Słowenia        | 46,88   | Q     |
| 2.   | 1    | 4   | Fabrisio Saïdy      | Francja         | 46,99   | Q     |
| 3.   | 3    | 5   | Lucas Búa           | Hiszpania       | 47,00   | Q     |
| 4.   | 4    | 5   | Karsten Warholm     | Norwegia        | 47,05   | Q     |
| 5.   | 1    | 6   | Cameron Chalmers    | Wielka Brytania | 47,18   | q     |
| DSQ  | 4    | 3   | Witalij Butrym      | Ukraina         | DSQ     | DSQ   |
| 6.   | 3    | 4   | Tony van Diepen     | Holandia        | 47,32   | Q     |
| 7.   | 4    | 4   | Manuel Guijarro     | Hiszpania       | 47,33   | q     |
| 8.   | 1    | 2   | Jānis Leitis        | Łotwa           | 47,34   | q,    |
| 9.   | 2    | 6   | Óscar Husillos      | Hiszpania       | 47,34   | Q     |
| 10.  | 3    | 3   | Karol Zalewski      | Polska          | 47,45   | q     |
| 11.  | 2    | 5   | Owen Smith          | Wielka Brytania | 47,50   | Q     |
| 12.  | 2    | 2   | Daniło Danylenko    | Ukraina         | 47,59   |       |
| 13.  | 2    | 4   | Yavuz Can           | Turcja          | 47,63   |       |
| 14.  | 2    | 3   | Vít Müller          | Czechy          | 47,69   |       |
| 15.  | 1    | 1   | Ricky Petrucciani   | Szwajcaria      | 47,83   |       |
| 16.  | 1    | 3   | Liemarvin Bonevacia | Holandia        | 47,86   |       |
| 17.  | 4    | 6   | Alex Haydock-Wilson | Wielka Brytania | 47,88   |       |
| 18.  | 4    | 2   | Thomas Barr         | Irlandia        | 48,22   |       |
| 19.  | 3    | 1   | Carl Bengtström     | Szwecja         | 49,50   |       |
| 20.  | 3    | 6   | Jan Tesař           | Czechy          | 1:26,29 |       |
| –    | 3    | 2   | Cillin Greene       | Irlandia        | DNF     |       |

### Półfinały
Rozegrano 2 biegi półfinałowe, w których wystartowało 12 biegaczy. Awans do finału dawało zajęcie jednego z dwóch pierwszych miejsc w swoim biegu (Q).  Skład finału uzupełniło dwóch zawodników z najlepszymi czasami wśród przegranych (q).
Opracowano na podstawie materiału źródłowego.
| Poz. | Bieg | Tor | Zawodnik         | Reprezentacja   | Czas  | Uwagi |
| ---- | ---- | --- | ---------------- | --------------- | ----- | ----- |
| 1.   | 2    | 5   | Karsten Warholm  | Norwegia        | 45,95 | Q     |
| 2.   | 1    | 6   | Óscar Husillos   | Hiszpania       | 46,31 | Q,    |
| 3.   | 1    | 5   | Luka Janežič     | Słowenia        | 46,60 | Q     |
| 4.   | 2    | 4   | Tony van Diepen  | Holandia        | 46,62 | Q,    |
| 5.   | 2    | 6   | Lucas Búa        | Hiszpania       | 46,81 | q     |
| 6.   | 1    | 4   | Fabrisio Saïdy   | Francja         | 47,07 | q     |
| DSQ  | 2    | 3   | Witalij Butrym   | Ukraina         | DSQ   | DSQ   |
| 7.   | 2    | 2   | Manuel Guijarro  | Hiszpania       | 47,34 |       |
| 8.   | 1    | 1   | Jānis Leitis     | Łotwa           | 47,36 |       |
| 9.   | 1    | 3   | Owen Smith       | Wielka Brytania | 47,39 |       |
| 10.  | 2    | 1   | Cameron Chalmers | Wielka Brytania | 47,83 |       |
| –    | 1    | 2   | Karol Zalewski   | Polska          | DNS   |       |

### Finał
Opracowano na podstawie materiału źródłowego.
| Poz. | Tor | Zawodnik        | Reprezentacja | Czas  | Uwagi |
| ---- | --- | --------------- | ------------- | ----- | ----- |
| 01 ! | 5   | Karsten Warholm | Norwegia      | 45,05 | = ,   |
| 02 ! | 6   | Óscar Husillos  | Hiszpania     | 45,65 | NR    |
| 03 ! | 4   | Tony van Diepen | Holandia      | 46,13 | NR    |
| 4.   | 3   | Luka Janežič    | Słowenia      | 46,15 |       |
| 5.   | 2   | Fabrisio Saïdy  | Francja       | 46,80 |       |
| 6.   | 1   | Lucas Búa       | Hiszpania     | 46,92 |       |